# Esporte Clube Pinheiros 2020-2021 (pallavolo femminile)
Questa voce raccoglie le informazioni riguardanti l'Esporte Clube Pinheiros nella stagione 2020-2021.

## Stagione
L'Esporte Clube Pinheiros disputa la stagione 2020-21 senza alcun nome sponsorizzato, utilizzando la denominazione ufficiale del club.
In Superliga Série A chiude la regular season in nona posizione, mancando per un punto la qualificazione ai play-off scudetto.
Partecipa alla Coppa del Brasile come testa di serie numero 8, eliminato ai quarti di finale dal Minas.
Nel corso del Campionato Paulista raggiunge le semifinali, venendo eliminato dal Bauru, classificandosi quindi al quarto posto.

## Organigramma societario
Area direttiva
- Presidente: Ivan Castaldi Filho
- Supervisore: Lissandra de Jesus Pelizaro

Area tecnica
- Allenatore: Reinaldo Bacilieri
- Secondo allenatore: Vitor Campos, Inácio da Silva
- Assistente allenatore:
- Scoutman: Ubiratan Curupaná
- Preparatore atletico: Julien Serrigny Borrut

Area sanitaria
- Fisioterapista: Antônio Sergio Faria Junior
- Nutrizionista: Ana Beatriz Barrella
- Psicologo: Marcelo Villela

## Rosa
| N° | Nome                | Ruolo | Data di nascita   | Nazionalità sportiva |
| -- | ------------------- | ----- | ----------------- | -------------------- |
| 1  | Isis Simonetti      | P     | 19 ottobre 2003   | Brasile              |
| 3  | Adriani Vilvert     | C     | 16 aprile 1993    | Brasile              |
| 4  | Thayane Mascarenhas | P     | 12 settembre 2001 | Brasile              |
| 5  | Keyla Alves         | L     | 8 gennaio 2000    | Brasile              |
| 6  | Edinara Brancher    | O     | 1º febbraio 1996  | Brasile              |
| 7  | Gabriela Martins    | C     | 5 marzo 1996      | Brasile              |
| 8  | Sabrina Groth       | S     | 7 giugno 2000     | Brasile              |
| 9  | Natália Monteiro    | S     | 1º marzo 1997     | Brasile              |
| 10 | Ana Cristina Porto  | P     | 1º ottobre 1982   | Brasile              |
| 11 | Maiara Basso        | S     | 3 gennaio 1996    | Brasile              |
| 12 | Letícia Gomes       | L     | 29 febbraio 1996  | Brasile              |
| 13 | Nandyala Santos     | C     | 1º ottobre 1993   | Brasile              |
| 14 | Janaína Mariano     | C     | 22 novembre 2000  | Brasile              |
| 15 | Kimberlly de Brito  | O     | 9 novembre 1999   | Brasile              |
| 16 | Priscila Souza      | S     | 29 ottobre 1987   | Brasile              |
| 17 | Alexia Cocco        | S     | 14 settembre 2001 | Brasile              |
| 18 | Yael Castiglione    | P     | 27 settembre 1985 | Argentina            |

## Statistiche

### Statistiche di squadra
| Competizione      | Punti | In casa | In casa | In casa | In trasferta | In trasferta | In trasferta | Totale | Totale | Totale |
| Competizione      | Punti | G       | V       | P       | G            | V            | P            | G      | V      | P      |
| ----------------- | ----- | ------- | ------- | ------- | ------------ | ------------ | ------------ | ------ | ------ | ------ |
| Superliga Série A | 23    | 11      | 4       | 7       | 11           | 3            | 8            | 22     | 7      | 15     |
| Coppa del Brasile | -     | 0       | 0       | 0       | 1            | 0            | 1            | 1      | 0      | 1      |
| Totale            | -     | 11      | 4       | 7       | 12           | 3            | 9            | 23     | 7      | 16     |

### Statistiche dei giocatori
| Giocatrice     | Superliga Série A | Superliga Série A | Superliga Série A | Superliga Série A | Superliga Série A |
| Giocatrice     | P                 | PT                | AV                | MV                | BV                |
| -------------- | ----------------- | ----------------- | ----------------- | ----------------- | ----------------- |
| K. Alves       | 7                 | 0                 | 0                 | 0                 | 0                 |
| M. Basso       | 17                | 87                | 79                | 5                 | 3                 |
| E. Brancher    | 16                | 155               | 131               | 20                | 4                 |
| Y. Castiglione | 22                | 40                | 17                | 14                | 9                 |
| A. Cocco       | 3                 | 3                 | 1                 | 1                 | 1                 |
| K. de Brito    | 20                | 141               | 119               | 17                | 5                 |
| L. Gomes       | 22                | 0                 | 0                 | 0                 | 0                 |
| S. Groth       | 9                 | 23                | 18                | 2                 | 3                 |
| J. Mariano     | 1                 | 0                 | 0                 | 0                 | 0                 |
| G. Martins     | 21                | 139               | 93                | 42                | 4                 |
| T. Mascarenhas | -                 | -                 | -                 | -                 | -                 |
| N. Monteiro    | 22                | 173               | 147               | 12                | 14                |
| A.C. Porto     | 21                | 16                | 11                | 0                 | 5                 |
| N. Santos      | 17                | 76                | 59                | 10                | 7                 |
| I. Simonetti   | -                 | -                 | -                 | -                 | -                 |
| P. Souza       | 22                | 218               | 188               | 24                | 6                 |
| A. Vilvert     | 21                | 145               | 108               | 30                | 7                 |

P = presenze; PT = punti totali; AV = attacchi vincenti; MV = muri vincenti; BV = battute vincenti

NB: Non sono disponibili i dati relativi alla Coppa del Brasile e, di conseguenza, quelli totali.